# Protoss
Protoss er en af de tre racer i computerspillet Starcraft. Protoss er en avanceret og teknologisk overlegen race, i modsætning til de andre.

## Historie
Tekst mangler, hjælp os med at skrive teksten

## Bygninger og enheder
- Bygninger

- Nexus
- Pylon
- Photon Cannon

- Enheder

- Probe
- Zealot
- Dragoon
- Dark Templar
- Observer
- Career

m.fl. – Ukomplet liste

### Dark Templar
Dark Templar er en effektiv enhed i spillet StarCraft: Brood War. Enheden er usynlig og kan kun blive opdaget af detektorer (Overlords Observers Photon Canons Osv.) Dette gør Dark Templar til en stærk enhed. Den kan ende med at kunne nedlægge Zerglings/Marines i ét slag. Dog kan de intet hvis de bliver opdaget. 
En meget god idé når du bruger Dark Templars er:
For Transport Skibe så hurtigt du kan, og så fyld den med 4 Dark Templars og flyv til ofret. Gør du dette i et tidligt spil kan det ende med at udslette hele basen.
Dog er det svært at få Dark Templars hurtigt da der er mange bygninger du skal have for at kunne få dem:
- Gateway
- Cybernetics Core
- Citadel of Adun
- Templar Archives

## Strategier
Da protoss er en "tung" og "langsom" race, bliver man i et typisk multiplayerspil nødt til, at lægge defensivt ud. Ellers risikerer man at blive udsat for et zergling rush, eller simpelthen at fjenden allerede har konstrueret tilstrækkeligt, til at afværge angrebet.
Til at begynde med, åbner der sig flere muligheder til defensivet. Mange vælger, at fokusere på konstruktion af Photon Cannons, for først derefter, at optræne egentlige kampenheder. Omvendt, er der nogle som fokuserer udelukkende på zealots (i nogle tilfælde kombineret med dragoons), og det helt tredje består i at kombinere både photon cannons og kampenheder, men det kan sløve lige i begyndelsen af spillet, da det kræver to forudsatte bygninger, frem for en enkelt i hver af de to tilfælde.
| computerspil | Spire Denne computerspilsrelaterede artikel er en spire som bør udbygges. Du er velkommen til at hjælpe Wikipedia ved at udvide den. |